# Hármashangzó
A hagyományos fonetikában a hármashangzó (idegen szóval triftongus) egyes szerzők szerint három egyazon szótagban kiejtett magánhangzó, amelyek közül csak az egyik képezi a szótag magját, azaz szillabikus, a többiek nem, azaz aszillabikusok.
Egyes szerzők ehhez hozzáteszik, hogy az aszillabikus magánhangzók félhangzókká válnak ebben a helyzetben.
Más szerzők az aszillabikus elemeket csak félhangzóknak nevezik.
Újabb nézetben a triftongus egyetlen, olyan sajátos magánhangzó, amely változik kiejtése közben, azaz egymás után három magánhangzói minőség hallatszik a kiejtése elejétől a végéig. Ez azért van, mert a hangot képező szervek helyzete folytonosan változik. A kettőshangzóval (diftongussal) ellentétben, amelynek két képzési szakasza van, a triftongus három szakaszon megy át. Mindkettő különbözik a monoftongustól (az ún. tiszta magánhangzótól) abban, hogy ennek esetében a képzőszervek viszonylag csekély mértékben változtatják a helyzetüket.
Hagyományosan kétféle hármashangzókat vesznek számításba: emelkedőket, amelyekben az aszillabikus részek megelőzik a szillabikus magánhangzót, és emelkedő-esőket, amelyekben a szillabikus rész a két aszillabikus között van.
A triftongusok írása nem egységes. Egyes szerzők szokásos betűket használnak. Mások a nemzetközi fonetikai ábécé (rövidítve IPA) jeleivel írják őket. Ezek szótag magját a megfelelő magánhangzó szimbólumával írják. Az aszillabikus részekre közülük egyesek a megfelelő magánhangzók félkarikával (◌̯) ellátott jeleit használják (pl. [i̯], [u̯]). Mások az [i̯]-t és az [u̯]-t a approximánsok (közelítőhangok) IPA jeleivel helyettesítik: a [j]-vel, illetve a [w]-vel.
Vannak olyan nyelvek, mint a magyar, amelyekben nincsenek triftongusok. Más nyelvek esetében egyes szerzők szerint vannak, de mások, akik fonológiai szempontból is kezelik a kérdést, úgy vélik, hogy nincsenek. A triftongusok száma nyelvek szerint különbözik, attól is függően, hogy mit tekintenek triftongusnak. Részletek erről az alábbi szakaszokban.

## Az olasz nyelvben
Az olasz nyelv hagyományos fonetikájában az a nézet van meg, hogy a triftongus három magánhangzó együttese, melyek közül kettő félhangzóvá válik. Az olaszban hagyományosan az alábbi triftongusokat veszik számba, melyeket a forrásokban szokásos betűkkel írnak:
- emelkedő-eső triftongusok:

miei ’-(j)aim/-(j)eim’;
scambiai ’elcseréltem’ (passato remoto idő);
ioide ’nyelvcsont’;
guai ’bajok’;
quei ’azok’ (hímnem);
suoi ’-(j)ai/-(j)ei’.
- egy emelkedő triftongus: aiuola ’virágágyás’.

Bertinetto – Loporcaro 2005 szerint, aki IPA jeleket használ, egyéb emelkedő triftongusok vannak még olyan szavakban, mint continuiamo [kontinɥjamo] ’folytatunk’ vagy acquiescenza [akːwjeʃːɛnt͡sa] ’beleegyezés’. Alkalmi triftongusok is keletkeznek a gyors beszédben, pl. quiete [kwiˈɛːte] → [ˈkwjɛːte] ’nyugalom’.
Újabb nézetben /j/ és /w/ nem félhangzók, hanem mássalhangzó fonémák, különbözőek azoktól az aszillabikus [i], illetve [u] magánhangzóktól, amelyeket egy szótagban ejtenek ki őket megelőző szillabikus magánhangzókkal. Következésképpen csak ezek vesznek részt diftongusokban, triftongusok pedig nincsenek, mivel a hagyományosan annak tekintettek mind /j/-vel vagy /w/-el kezdődnek, amelyek csak mássalhangzó + diftongust képeznek egy szótagban.

## A spanyol nyelvben
A spanyol nyelv fonetikájában a hármashangzót hagyományosan három magánhangzó kombinációjának tekintik. A két aszillabikust gyengéknek (débiles) vagy zártaknak (cerradas) nevezik, a szillabikust pedig erősnek (fuerte) vagy nyíltnak (abierta). Mindegyik triftongus emelkedő-eső. A forrásokban szokásos betűkkel írják:
buey ’ökör’;
averiguáis ’kideríttek’;
huyáis ’fussatok el’;
cambiéis ’változtassatok’.

## A román nyelvben
A román nyelv fonetikáját a triftongusról való hagyományos nézet uralja, az, hogy ezt egy magánhangzó és két félhangzó alkotja. Négy félhangzót vesznek számba: [i̯], [u̯], [e̯] és [o̯]. Ezek az [a], az [ə], az [e] és az [o] magánhangzókkal képezhetnek triftongusokat különféle helyzetekben: szó elején, végén vagy belsejében, valamint egyes savak is egy triftongusból állnak. Ezért úgy vélik, hogy a románban viszonylag sok triftongus van.
A legtöbb triftongus emelkedő-eső:
- [e̯ai̯]: spuneai ’mondtad’ (folyamatos múlt idő);
- [e̯au̯]: beau ’iszom’;
- [i̯ai̯]: tăiai ’vágtál’ (folyamatos múlt);
- [i̯au̯]: iau ’veszek’ ;
- [i̯ei̯]: miei ’bárányok’;
- [i̯eu̯] eu ’én’;
- [i̯ou̯]: maiou ’trikó’;
- [u̯ai̯]: înșeuai ’nyergeltél’ (folyamatos múlt);
- [u̯au̯]: înșeuau ’(ők) nyergeltek’ (folyamatos múlt);
- [u̯əi̯]: rouăi ’a harmat (valamije)’ (birtokos eset);
- [o̯ai̯]: leoaică ’nőstény oroszlán’.

Két emelkedő hármashangzó is van:
- [e̯o̯a]: pleoapă ’szemhéj;
- [i̯o̯a]: creioane ’ceruzák’.

Triftongusok keletkeznek egyes személyes névmások végső mássalhangzójából és segédigék diftongusból álló alakjaiból, pl. ne-ai trimis ’küldtél nekünk’, le-au spus ’mondtak nekik’, mi-ai dat ’adtál nekem’. Az egyik triftongus csak ilyen jellegű: [i̯oi̯], pl. i-oi da ’adni fogok neki’.
A fentiekkel szemben Ioana Chițoran román nyelvész, aki munkáit a fonológiai szempont uralja, számba vesz diftongusokat ebben a nyelvben, de triftongusokat nem.